# Cấu trúc phân tử của acid nucleic: Cấu trúc của acid deoxyribonucleic
"Cấu trúc phân tử của acid nucleic: Cấu trúc của acid deoxyribonucleic" (tiếng Anh: Molecular Structure of Nucleic Acids: A Structure for Deoxyribose Nucleic Acid) là bài báo đầu tiên được công bố mô tả kết quả khám phá ra cấu trúc xoắn kép của DNA. Thành tựu này có được nhờ sử dụng ảnh chụp nhiễu xạ tia X và các phân tích toán học của phép biến đổi cấu trúc xoắn kép. Bài báo được viết chung bởi Francis Crick và James D. Watson đăng trong tạp chí khoa học Nature trên các trang 737-738 của tập 171 (ngày 25 tháng 4 năm 1953).
Bài báo này thường được gọi là "viên ngọc quý" của khoa học vì dù chỉ có một trang, nó chứa đựng câu trả lời cho một bí ẩn cơ bản về sinh vật. Bí ẩn này là câu hỏi về khả năng các chỉ dẫn di truyền được tổ chức bên trong các sinh vật và cách chúng được truyền từ thế hệ này sang thế hệ khác. Bài báo trình bày với một phong cách đơn giản và tinh tế, điều này khiến nhiều nhà sinh vật học ngạc nhiên vì vào thời điểm đó, họ tin rằng DNA sẽ rất khó để suy luận và hiểu. Phát hiện này có tác động lớn đến sinh học, đặc biệt là trong lĩnh vực di truyền học, cho phép các nhà nghiên cứu sau này hiểu được mã di truyền.

## Nguồn gốc của sinh học phân tử

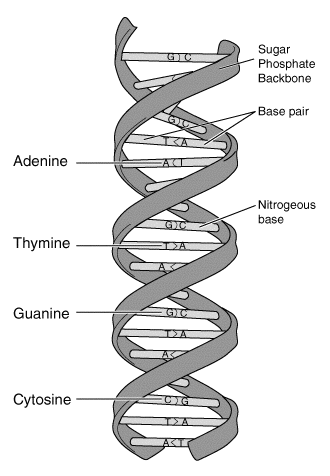
Hình biểu diễn đặc điểm nổi bật của DNA. Hình vẽ này không mô tả B-DNA.